# 李衡 (永樂進士)
李衡（？—？），字秉鈞，當塗人，明朝政治人物、進士出身。

## 生平
永樂二年（1404年），登進士，后選為翰林院庶吉士，編撰永樂大典。后升任戶部員外郎、南京兵部侍郎，死於任內。